# Muzafer Ejupi
Muzafer Ejupi (in macedone Музафер Ејупи?; Skopje, 16 settembre 1988) è un ex calciatore macedone, di ruolo attaccante.

## Carriera

### Club
Il 20 febbraio 2015 firma un contratto per una stagione e mezza con i croati dello Slaven Belupo. L'8 agosto 2016 viene acquistato a titolo definitivo per 400.000 euro dall'Osijek.

## Statistiche

### Presenze e reti nei club
| Stagione               | Squadra                | Campionato             | Campionato | Campionato | Coppe nazionali | Coppe nazionali | Coppe nazionali | Coppe continentali | Coppe continentali | Coppe continentali | Altre coppe | Altre coppe | Altre coppe | Totale | Totale |
| Stagione               | Squadra                | Comp                   | Pres       | Reti       | Comp            | Pres            | Reti            | Comp               | Pres               | Reti               | Comp        | Pres        | Reti        | Pres   | Reti   |
| ---------------------- | ---------------------- | ---------------------- | ---------- | ---------- | --------------- | --------------- | --------------- | ------------------ | ------------------ | ------------------ | ----------- | ----------- | ----------- | ------ | ------ |
| gen.-giu. 2007         | Vardar                 | PL                     | 4          | 0          | CM              | 0               | 0               | -                  | -                  | -                  | -           | -           | -           | 4      | 0      |
| 2007-2008              | Vardar                 | PL                     | 12         | 3          | CM              | 0               | 0               | -                  | -                  | -                  | -           | -           | -           | 12     | 3      |
| 2008-2009              | Vardar                 | PL                     | 22         | 3          | CM              | 0               | 0               | -                  | -                  | -                  | -           | -           | -           | 22     | 3      |
| 2009-feb. 2010         | Vardar                 | PL                     | 11         | 2          | CM              | 0               | 0               | -                  | -                  | -                  | -           | -           | -           | 11     | 2      |
| Totale Vardar          | Totale Vardar          | Totale Vardar          | 49         | 8          |                 | 0               | 0               |                    | -                  | -                  |             | -           | -           | 49     | 8      |
| feb.-giu. 2010         | Metalurg Skopje        | PL                     | 11         | 4          | CM              | 0               | 0               | -                  | -                  | -                  | -           | -           | -           | 11     | 4      |
| 2010-2011              | Metalurg Skopje        | PL                     | 17         | 3          | CM              | 1               | 1               | -                  | -                  | -                  | -           | -           | -           | 18     | 4      |
| 2011-gen. 2012         | Metalurg Skopje        | PL                     | 10         | 0          | CM              | 0               | 0               | UEL                | 2                  | 0                  | -           | -           | -           | 12     | 0      |
| Totale Metalurg Skopje | Totale Metalurg Skopje | Totale Metalurg Skopje | 38         | 7          |                 | 1               | 1               |                    | 2                  | 0                  |             | -           | -           | 41     | 8      |
| gen.-giu. 2012         | Kartalspor             | 1L                     | 0          | 0          | CT              | 0               | 0               | -                  | -                  | -                  | -           | -           | -           | 0      | 0      |
| 2012-2013              | Škendija               | PL                     | 32         | 19         | CM              | 5               | 6               | UEL                | 2                  | 0                  | -           | -           | -           | 39     | 25     |
| lug.-ago. 2013         | Skënderbeu             | KS                     | 0          | 0          | CA              | 0               | 0               | UCL                | 1                  | 0                  | SA          | 0           | 0           | 1      | 0      |
| 2013-2014              | Turnovo                | PL                     | 28         | 15         | CM              | 0               | 0               | -                  | -                  | -                  | -           | -           | -           | 28     | 15     |
| 2014-feb. 2015         | Songkhla Utd           | TL1                    | 13         | 5          | TFC+TLC         | 0+0             | 0               | -                  | -                  | -                  | -           | -           | -           | 13     | 5      |
| feb.-giu. 2015         | Slaven Belupo          | 1. HNL                 | 13         | 5          | CC              | 0               | 0               | -                  | -                  | -                  | -           | -           | -           | 13     | 5      |
| 2015-2016              | Slaven Belupo          | 1. HNL                 | 32         | 16         | CC              | 5               | 3               | -                  | -                  | -                  | -           | -           | -           | 37     | 19     |
| lug.-ago. 2016         | Slaven Belupo          | 1. HNL                 | 4          | 0          | CC              | 0               | 0               | -                  | -                  | -                  | -           | -           | -           | 4      | 0      |
| Totale Slaven Belupo   | Totale Slaven Belupo   | Totale Slaven Belupo   | 49         | 21         |                 | 5               | 3               |                    | -                  | -                  |             | -           | -           | 54     | 24     |
| 2016-2017              | Osijek                 | 1. HNL                 | 29         | 14         | CC              | 5               | 1               | -                  | -                  | -                  | -           | -           | -           | 34     | 15     |
| 2017-2018              | Osijek                 | 1. HNL                 | 24         | 2          | CC              | 2               | 0               | UEL                | 8                  | 4                  | -           | -           | -           | 34     | 6      |
| 2018-2019              | Osijek                 | 1. HNL                 | 0          | 0          | CC              | 0               | 0               | UEL                | 0                  | 0                  | -           | -           | -           | 0      | 0      |
| Totale Osijek          | Totale Osijek          | Totale Osijek          | 53         | 16         |                 | 7               | 1               |                    | 8                  | 4                  |             | -           | -           | 68     | 21     |
| Totale carriera        | Totale carriera        | Totale carriera        | 262        | 91         |                 | 18              | 11              |                    | 13                 | 4                  |             | 0           | 0           | 293    | 106    |

### Cronologia presenze e reti in Nazionale
| Cronologia completa delle presenze e delle reti in nazionale ― Macedonia | Cronologia completa delle presenze e delle reti in nazionale ― Macedonia | Cronologia completa delle presenze e delle reti in nazionale ― Macedonia | Cronologia completa delle presenze e delle reti in nazionale ― Macedonia | Cronologia completa delle presenze e delle reti in nazionale ― Macedonia | Cronologia completa delle presenze e delle reti in nazionale ― Macedonia | Cronologia completa delle presenze e delle reti in nazionale ― Macedonia | Cronologia completa delle presenze e delle reti in nazionale ― Macedonia |
| Data                                                                     | Città                                                                    | In casa                                                                  | Risultato                                                                | Ospiti                                                                   | Competizione                                                             | Reti                                                                     | Note                                                                     |
| ------------------------------------------------------------------------ | ------------------------------------------------------------------------ | ------------------------------------------------------------------------ | ------------------------------------------------------------------------ | ------------------------------------------------------------------------ | ------------------------------------------------------------------------ | ------------------------------------------------------------------------ | ------------------------------------------------------------------------ |
| 14-12-2012                                                               | Aksu                                                                     | Macedonia                                                                | 1 – 4                                                                    | Polonia                                                                  | Amichevole                                                               | -                                                                        | 61’                                                                      |
| Totale                                                                   |                                                                          | Presenze                                                                 | 1                                                                        |                                                                          | Reti                                                                     | 0                                                                        |                                                                          |